# Мартін Адам
Мартін Адам (угор. Martin Ádám, нар. 6 листопада 1994, Сегед) — угорський футболіст, нападник південнокорейського клубу «Ульсан Хьонде» і національної збірної Угорщини.

## Клубна кар'єра
Народився 6 листопада 1994 року в Сегеді. Вихованець юнацьких команд футбольних клубів «Бордань», «Сегед ЕОЛ» та «Вашаш». У дорослому футболі дебютував 2012 року виступами за головну команду останнього, в якій провів три сезони, взявши участь у 99 матчах чемпіонату. Більшість часу, проведеного у складі «Вашаша», був основним гравцем атакувальної ланки команди.
На початку 2019 року перебрався до «Капошвара», за який відіграв півтора сезони, взявши участь у 43 іграх. Згодом протягом 2020—2022 років грав за «Пакш». У 32 іграх чемпіонату Угорщини 2021/22 зумів забити за цю команду 31 гол, ставши найкращим бомбардиром змагання.
Влітку 2022 року за 1,2 мільйона євро перейшов до південнокорейського «Ульсан Хьонде».

## Виступи за збірні
2015 року залучався до складу молодіжної збірної Угорщини. На молодіжному рівні зіграв у двох офіційних матчах.
2022 року дебютував в офіційних матчах у складі національної збірної Угорщини.

## Титули і досягнення
- Чемпіон Південної Кореї (2):

«Ульсан Хьонде»: 2022, 2023
- Володар Кубка Угорщини (1):

«Пакш»: 2024/25
- Найкращий бомбардир чемпіонату Угорщини (1):

2021/22 (31 гол)